# Grid Autosport
Grid Autosport — компьютерная игра 2014 года в жанре автосимулятора, разработанная компанией Codemasters. Третья игра серии Grid после Race Driver: Grid и Grid 2.
Игра была выпущена для Microsoft Windows, PlayStation 3 и Xbox 360. Feral Interactive выпустила игру для macOS и Linux 10 декабря 2015 года, и для iOS — 27 ноября 2017 года. Версия игры для Nintendo Switch также от компании Feral вышла 19 сентября 2019 года. Android-версия была представлена 26 ноября 2019 года. В игру был возвращен режим камеры «из кабины», который был удален из Grid 2, и изменено более 100 маршрутов в 22 локаций.
Многие критики, которые хвалили игру, отмечали, что Codemasters «вернулась к своим корням», взяв за основу аспекты ранних игр серии.

## Геймплей
В Grid Autosport игрок выступает в роли гонщика с возможностью начать и построить собственную карьеру в однопользовательском режиме «Карьера», участвовать в соревнованиях с другими игроками по сети, настраивать свой гоночный опыт (транспортное средство, трассу, тип гонки, сложность и т. д.) по собственному вкусу в однопользовательском режиме «Custom Cup» и играть друг против друга в многопользовательском режиме «Splitscreen». Это первая игра в серии Grid, в которой кастомизация автомобилей предусмотрена только в онлайн-режиме.
Режим «Карьеры» разделён на сезоны, перед которыми игрок каждый раз должен выбирать между предложениями от гоночных команд игры. Команды, включая лучшую в своем деле Ravenwest, вернувшуюся из Race Driver: Grid, имеют разные цели сезона и цели спонсоров, достижение которых приносит игрокам дополнительные очки опыта (XP) помимо тех, которые они получают за свои результаты.
Онлайн-гонки проводятся через RaceNet — общественный центр Codemasters, в котором игроки могут создавать гоночные клубы, зарабатывать XP и деньги, участвуя в гонках и выполняя спонсорские задания, а затем использовать свои доходы для покупки и улучшения транспортных средств. Вскоре после выхода игры также были представлены наборы особых испытаний, названных RaceNet Challenges.
Grid Autosport представляет концепцию гоночных дисциплин, превращая их в новые категории событий. Существует пять основных категорий: «туринг», «гонки на выносливость», «американские гонки на автомобилях с открытыми колёсами», «тюнинг автомобилей» и «уличные гонки». В режиме «Карьеры» игрок выбирает определённое событие в одной из этих категорий, причём каждое событие (цепочка гонок) составляет сезон. Каждая дисциплина отличается существенно разными автомобилями и типами гонок. Последние включают «стандартные гонки», «гонки на выносливость с включённым износом шин», «Time attack», события «Drift» и — как загружаемый контент (DLC) — «гонки на время», «Drаg Racing» и гонки «Sprint» от точки до точки. Все они также доступны в режиме «Custom Cup», в котором игрок также может выбрать участие в определённых специальных типах событий, таких как «Checkpoint», «Eliminator» и «Demolition derby».
Сосредоточившись на предоставлении более реалистичного опыта вождения, студия Codemasters обновила модель повреждений, добавив новые элементы, такие как система износа, которая означает, что детали автомобиля теряют производительность при общем использовании, и система повреждения подвески. Она также представила новую философию командного радио, в которой сам игрок может запрашивать информацию о повреждениях автомобиля, зазорах, позиции соперника и позиции товарища по команде. Игрок также может попросить своего инженера дать указания своим товарищам по команде атаковать, защищаться или удерживать позицию. По многочисленным просьбам Codemasters сохранила уникальную функцию Flashback из предыдущих частей Grid, с помощью которой игроки могут перематывать гонки на несколько секунд назад и возобновлять их раньше при необходимости. Вид из кабины также вернулся после своего отсутствия в предыдущей части. 

## Технологии
Codemasters сотрудничали с Intel по определённым технологиям в игре, включая высококачественные визуальные оптимизации, поддержку DirectX 11, сенсорный ввод, поддержку планшетных игр и WiDi (беспроводная технология второго экрана Intel). Подробности были раскрыты во время интервью 2014 года с продюсером Тоби Эваном-Джонсом и главой отдела графического программирования Ричардом Кеттлуэллом

## Приём
| Сводный рейтинг       | Сводный рейтинг                                            |
| Агрегатор             | Оценка                                                     |
| --------------------- | ---------------------------------------------------------- |
| GameRankings          | X360: 78,64 % PC: 76,73 % PS3: 76,57 %                     |
| Metacritic            | PC: 78/100 PS3: 75/100 X360: 75/100 iOS: 90/100 NS: 79/100 |
| Иноязычные издания    |                                                            |
| Издание               | Оценка                                                     |
| Edge                  | 9/10                                                       |
| Eurogamer             | 7/10                                                       |
| Game Informer         | 7,8/10                                                     |
| GamesRadar+           | [ 27 ]                                                     |
| GameTrailers          | 7,9/10                                                     |
| IGN                   | 8,3/10                                                     |
| PC Gamer (UK)         | 86/100                                                     |
| PC PowerPlay          | 8/10                                                       |
| TouchArcade           | iOS:                                                       |
| PC Advisor            | [ 32 ]                                                     |
| Русскоязычные издания |                                                            |
| Издание               | Оценка                                                     |
| PlayGround.ru         | 9,4/10                                                     |
| Riot Pixels           | 72 %                                                       |
| Награды               |                                                            |
| Издание               | Награда                                                    |
| GamesRadar            | Best Racing Game (2014)                                    |

Игра получила преимущественно положительные отзывы. На сайте-агрегаторе Metacritic средняя оценка игры составляет 78/100 для ПК и 75/100 для PlayStation 3 и Xbox 360. Критики особенно хвалили более аутентичную модель управления, а также упрощённый подход к гонкам и превосходную систему повреждений.
Летом 2018 года благодаря уязвимости в защите Steam Web API стало известно, что точное количество пользователей сервиса Steam, которые играли в игру хотя бы один раз, составляет 583 602 человека.